# Mord an Henry Hezekiah Dee und Charles Eddie Moore
Henry Hezekiah Dee und Charles Eddie Moore waren zwei junge Schwarze, die im Mai 1964 den rassistischen Morden des Ku-Klux-Klan zum Opfer fielen. Einer ihrer Mörder, James Seale, wurde erst im Jahr 2007 im Alter von 71 Jahren vor Gericht gestellt und schuldig gesprochen.

## Tathergang
Der 19-jährige Charles Moore war vom College verwiesen worden, weil er sich an der „Freedom Summer“-Kampagne in Mississippi und anderen Protesten der US-amerikanischen Bürgerrechtsbewegung beteiligt hatte. Anschließend arbeitete er in einem Holzbetrieb. Als er am Morgen des 2. Mai 1964 seinen Lohn in Empfang nehmen wollte, wurde er von seinem gleichaltrigen Freund Henry Dee begleitet. Auf der Landstraße 84 nahe Meadville wurden beide von ihrem späteren Mörder, dem damals 28-jährigen James Seale, und dessen Cousin Charles Marcus Edwards in den Kofferraum von Seales Auto gesperrt und entführt. Nach eigener Aussage wollten die beiden Ku-Klux-Klan-Anhänger die Jugendlichen „verhören“, ob und wie stark schwarze Jugendliche bewaffnet seien. In einem Waldstück bedrohte Seale die Jugendlichen mit einer abgesägten Flinte. Er und sein Begleiter prügelten mit Stöcken und Ketten auf sie ein. Um ihre Spuren zu verwischen, wickelten sie die beiden in Plastikfolien, steckten sie in den Kofferraum und fuhren sie fast 100 Kilometer weit weg zum Ole River nahe Tallulah (Madison Parish), Louisiana. Dort ketteten sie Charles Moore an einen Motorblock und Henry Dee an in Stücke gesägte Eisenbahnschienen und warfen sie in den Fluss, wo beide ertranken.

## Ermittlungen 1964
Nachdem im Juni 1964 auch die drei US-amerikanischen Bürgerrechtler James Earl Chaney, Andrew Goodman und Michael Schwerner vom Ku-Klux-Klan ermordet worden waren, stießen die örtliche Polizei und das FBI bei ihrer Suche nach den drei, die noch offiziell als vermisst eingestuft waren, auf die Leichen der beiden jungen Schwarzen. Anschließend verhörten sie auch Seale und seinen Cousin Charles Edwards. Edwards sagte aus, er sei an den Morden nicht beteiligt gewesen, die Schwarzen hätten gelebt, als er ging. Seale verweigerte die Aussage. Der Fall wurde vertuscht, da die Beweise angeblich nicht ausreichend waren.

## Die Wiederaufnahme des Verfahrens
Der kanadische Journalist David Ridgen griff das Thema 42 Jahre nach der Tat auf, wobei er nach eigener Aussage von dem Film „Mississippi Burning – Die Wurzel des Hasses“ auf die Spur des Verbrechens gebracht worden war. Unterstützung erfuhr er von Moores älterem Bruder Thomas und dem weißen US-Staatsanwalt Dunn Lampton, der zusammen mit  Moore im Vietnamkrieg gekämpft hatte. Ridgen und Thomas Moore stellten den 72-jährigen Edwards vor der Kirche, in der Edwards als Diakon tätig war, zur Rede. Edwards erklärte sich später – nach eigener Aussage von Gewissensbissen geplagt – dazu bereit, gegen Seale auszusagen. Er trat in dem neuen Prozess als Hauptbelastungszeuge auf und sagte, nachdem ihm Straffreiheit zugesichert worden war, aus, dass er mit Seale zur gleichen Ku-Klux-Klan-Gruppe gehört habe.
Der Weg zur Wiederaufnahme des Verfahrens und der lange Vorlauf sind Inhalt der Dokumentation „Mississippi Cold Case“, die David Ridgen über rund eineinhalb Jahre an der Seite von Charles Eddie Moores Bruder Thomas zusammengestellt hat.